# Francuskie królowe i cesarzowe
Francuskie królowe i cesarzowe – chronologiczny spis żon władców francuskich; wszystkich koronowanych lub też jedynie używających tytułu królewskiego. W nawiasach podane są ich daty życia i śmierci, obok podane jest również imię ich królewskiego małżonka.

## Królowe Franków

### Karolingowie
| Wizerunek | Imię                   | Daty życia  | Ojciec              | Mąż                 |
| --------- | ---------------------- | ----------- | ------------------- | ------------------- |
|           | Bertrada z Laonu       | 719–783     | Herybert z Laonu    | Pepin Krótki        |
|           | Himiltruda             |             |                     | Karol Wielki        |
|           | Gerperga               |             | Dezyderiusz         | Karol Wielki        |
|           | Hildegarda z Vizgau    | 758–783     | Gerold              | Karol Wielki        |
|           | Fastrada               | –794        | Radulf              | Karol Wielki        |
|           | Luitgarda              | –800        | Liutfred II         | Karol Wielki        |
|           | Ermengarda z Hesbaye   | ok. 778–818 | Robertien Ingramm   | Ludwik I Pobożny    |
|           | Judyta Bawarska        | 805–843     |                     | Ludwik I Pobożny    |
|           | Ermentruda Orleańska   | –869        | Odon I              | Karol II Łysy       |
|           | Rychilda Prowansalska  | –910        | Bivin de Vienne     | Karol II Łysy       |
|           | Ansgarda Burgundzka    | 826–875?    | Hardouin Burgundzki | Ludwik II Jąkała    |
|           | Adelajda Paryska       | 853–901     | Aldalhard           | Ludwik II Jąkała    |
|           | Ryszarda Szwabska      | 845–894     | Erchanger           | Karol Otyły         |
|           | Teoderada z Troyes     | 868–903     |                     | Odon                |
|           | Frederuna              | –917        |                     | Karol III Prostak   |
|           | Jadwiga z Wesseksu     | 896–951     | Edward Starszy      | Karol III Prostak   |
|           | Beatrice de Vermandois |             | Herbert I           | Robert I            |
|           | Emma Francuska         | –935        | Robert I            | Rudolf I Burgundzki |
|           | Gerberga Saska         | 913–984     | Henryk I Ptasznik   | Ludwik IV Zamorski  |
|           | Emma Włoska            | –989        | Lotar II            | Lotar               |
|           | Adelajda Andegaweńska  | 935–1012    | Fulko II Dobry      | Ludwik V Gnuśny     |

## Królowe Francji

### Kapetyngowie
| Wizerunek | Imię                    | Daty życia    | Ojciec                           | Mąż               |
| --------- | ----------------------- | ------------- | -------------------------------- | ----------------- |
|           | Adelajda Akwitańska     | 952–1004      | Wilhelm III Jasnowłosy           | Hugo Kapet        |
|           | Rozalia Prowansalska    | –1003         | Berengar II                      | Robert II Pobożny |
|           | Berta Burgundzka        | 967–1016      | Konrad I Spokojny                | Robert II Pobożny |
|           | Konstancja z Arles      | 986–1032      | Wilhelm I z Prowansji            | Robert II Pobożny |
|           | Matylda Niemiecka       | –1034         | Konrad II Salicki                | Henryk I          |
|           | Matylda z Fryzji        | –1044         | Liudolf, margrabia Fryzji        | Henryk I          |
|           | Anna Kijowska           | 1024–1076     | Jarosław I Mądry                 | Henryk I          |
|           | Berta Holenderska       | ok. 1055–1093 | Floris I Holenderski             | Filip I           |
|           | Bertrada de Montfort    | 1060–1117     | Szymon I de Montfort             | Filip I           |
|           | Lucianna z Rochefort    | 1095– po 1137 |                                  | Ludwik VI Gruby   |
|           | Adelajda Sabaudzka      | 1100–1154     | Humbert II Gruby                 | Ludwik VI Gruby   |
|           | Eleonora Akwitańska     | 1122–1204     | Wilhelm X Święty                 | Ludwik VII Młody  |
|           | Konstancja Kastylijska  | 1136–1160     | Alfons VII Imperator             | Ludwik VII Młody  |
|           | Adela z Szampanii       | 1140–1206     | Tybald II z Szampanii            | Ludwik VII Młody  |
|           | Izabella z Hainaut      | 1170–1190     | Baldwin V z Hainaut              | Filip II August   |
|           | Ingeborga Duńska        | 1175–1236     | Waldemar I Wielki                | Filip II August   |
|           | Agnieszka z Meran       | 1172–1201     | Bertold IV                       | Filip II August   |
|           | Blanka Kastylijska      | 1188–1252     | Alfons VIII Szlachetny           | Ludwik VIII Lew   |
|           | Małgorzata Prowansalska | 1221–1295     | Rajmund Berengar IV Prowansalski | Ludwik IX Święty  |
|           | Izabela Aragońska       | 1243–1271     | Jakub I Zdobywca                 | Filip III Śmiały  |
|           | Maria Brabancka         | 1254–1321     | Henryk III, książę Brabancji     | Filip III Śmiały  |
|           | Joanna I Nawarska       | 1270–1304     | Henryk III Gruby                 | Filip IV Piękny   |
|           | Małgorzata Burgundzka   | 1290–1315     | Robert II                        | Ludwik X Kłótliwy |
|           | Klemencja Węgierska     | 1293–1328     | Karol Martel Andegaweński        | Ludwik X Kłótliwy |
|           | Joanna II Burgundzka    | 1291–1330     | Oton IV, hrabia Burgundii        | Filip V Wysoki    |
|           | Blanka Burgundzka       | 1294–1326     | Oton IV, hrabia Burgundii        | Karol IV Piękny   |
|           | Maria Luksemburska      | 1305–1324     | Henryk VII Luksemburski          | Karol IV Piękny   |
|           | Joanna z Évreux         | 1310–1371     | Ludwik d’Évreux                  | Karol IV Piękny   |

### Walezjusze
| Wizerunek | Imię                           | Daty życia | Ojciec                     | Mąż                     |
| --------- | ------------------------------ | ---------- | -------------------------- | ----------------------- |
|           | Joanna Burgundzka zwana Kulawą | 1293–1349  | Robert II                  | Filip VI Walezjusz      |
|           | Blanka d’Évreux                | 1330–1398  | Filip III                  | Filip VI Walezjusz      |
|           | Joanna z Owernii               | 1326–1361  | Wilhelm XII z Owernii      | Jan II Dobry            |
|           | Joanna Burbon                  | 1337–1378  | Piotr Burbon               | Karol V Mądry           |
|           | Izabela Bawarska               | 1371–1435  | Stefan III, książę Bawarii | Karol VI Szalony        |
|           | Maria Andegaweńska             | 1404–1463  | Ludwik II Andegaweński     | Karol VII Walezjusz     |
|           | Karolina Sabaudzka             | 1445–1483  | Ludwik I Sabaudzki         | Ludwik XI               |
|           | Anna Bretońska                 | 1477–1514  | Franciszek II Bretoński    | Karol VIII Walezjusz    |
|           | Joanna Walezjuszka             | 1464–1505  | Ludwik XI                  | Ludwik XII              |
|           | Anna Bretońska                 | 1477–1514  | Franciszek II Bretoński    | Ludwik XII              |
|           | Maria Tudor                    | 1496–1533  | Henryk VII Tudor           | Ludwik XII              |
|           | Klaudia Walezjuszka            | 1499–1524  | Ludwik XII                 | Franciszek I Walezjusz  |
|           | Eleonora Austriacka            | 1498–1558  | Filip I Piękny             | Franciszek I Walezjusz  |
|           | Katarzyna Medycejska           | 1519–1589  | Wawrzyniec II Medyceusz    | Henryk II Walezjusz     |
|           | Maria I Stuart                 | 1542–1587  | Jakub V                    | Franciszek II Walezjusz |
|           | Elżbieta Austriacka            | 1554–1592  | Maksymilian II Habsburg    | Karol IX Walezjusz      |
|           | Ludwika Lotaryńska             | 1553–1601  | Mikołaj Lotaryński         | Henryk III Walezy       |

### Burbonowie
| Wizerunek | Imię                       | Daty życia | Ojciec                 | Mąż               |
| --------- | -------------------------- | ---------- | ---------------------- | ----------------- |
|           | Małgorzata Walezjuszka     | 1553–1615  | Henryk II Walezjusz    | Henryk IV Burbon  |
|           | Maria Medycejska           | 1573–1642  | Franciszek I Medyceusz | Henryk IV Burbon  |
|           | Anna Austriaczka           | 1601–1666  | Filip III Habsburg     | Ludwik XIII       |
|           | Maria Teresa Hiszpańska    | 1638–1683  | Filip IV Habsburg      | Ludwik XIV        |
|           | Maria Leszczyńska          | 1703–1768  | Stanisław Leszczyński  | Ludwik XV         |
|           | Maria Antonina Austriaczka | 1755–1793  | Franciszek I Stefan    | Ludwik XVI Burbon |

## Tytularne królowe Francji

### Burbonowie
| Wizerunek | Imię                          | Daty życia | Ojciec              | Mąż                 |
| --------- | ----------------------------- | ---------- | ------------------- | ------------------- |
|           | Maria Józefina Sabaudzka      | 1753–1810  | Wiktor Amadeusz III | Ludwik XVIII        |
|           | Maria Teresa Charlotta Burbon | 1778–1851  | Ludwik XVI          | Ludwik (XIX) Burbon |

## Cesarzowe Francuzów

### Dynastia Bonaparte
| Wizerunek | Imię                           | Daty życia                      | Ojciec                    | Mąż                |
| --------- | ------------------------------ | ------------------------------- | ------------------------- | ------------------ |
|           | Józefina Tascher de la Pagerie | 23 czerwca 1763–29 maja 1814    | Joseph Gaspard de Tascher | Napoleon Bonaparte |
|           | Maria Ludwika Austriaczka      | 12 grudnia 1791–18 grudnia 1847 | Franciszek II Habsburg    | Napoleon Bonaparte |

## Królowe Francuzów

### Dynastia orleańska
| Wizerunek | Imię                           | Daty życia | Ojciec             | Mąż            |
| --------- | ------------------------------ | ---------- | ------------------ | -------------- |
|           | Maria Amelia Burbon-Sycylijska | 1782–1866  | Ferdynand I Burbon | Ludwik Filip I |

## Cesarzowe Francuzów

### Dynastia Bonaparte
| Wizerunek | Imię               | Daty życia                | Ojciec                                       | Mąż                    |
| --------- | ------------------ | ------------------------- | -------------------------------------------- | ---------------------- |
|           | Eugénie de Montijo | 5 maja 1826–11 lipca 1920 | Don Cyprian Palafox de Guzmán y Portocarrero | Napoleon III Bonaparte |